# Slatina u Jevišovic

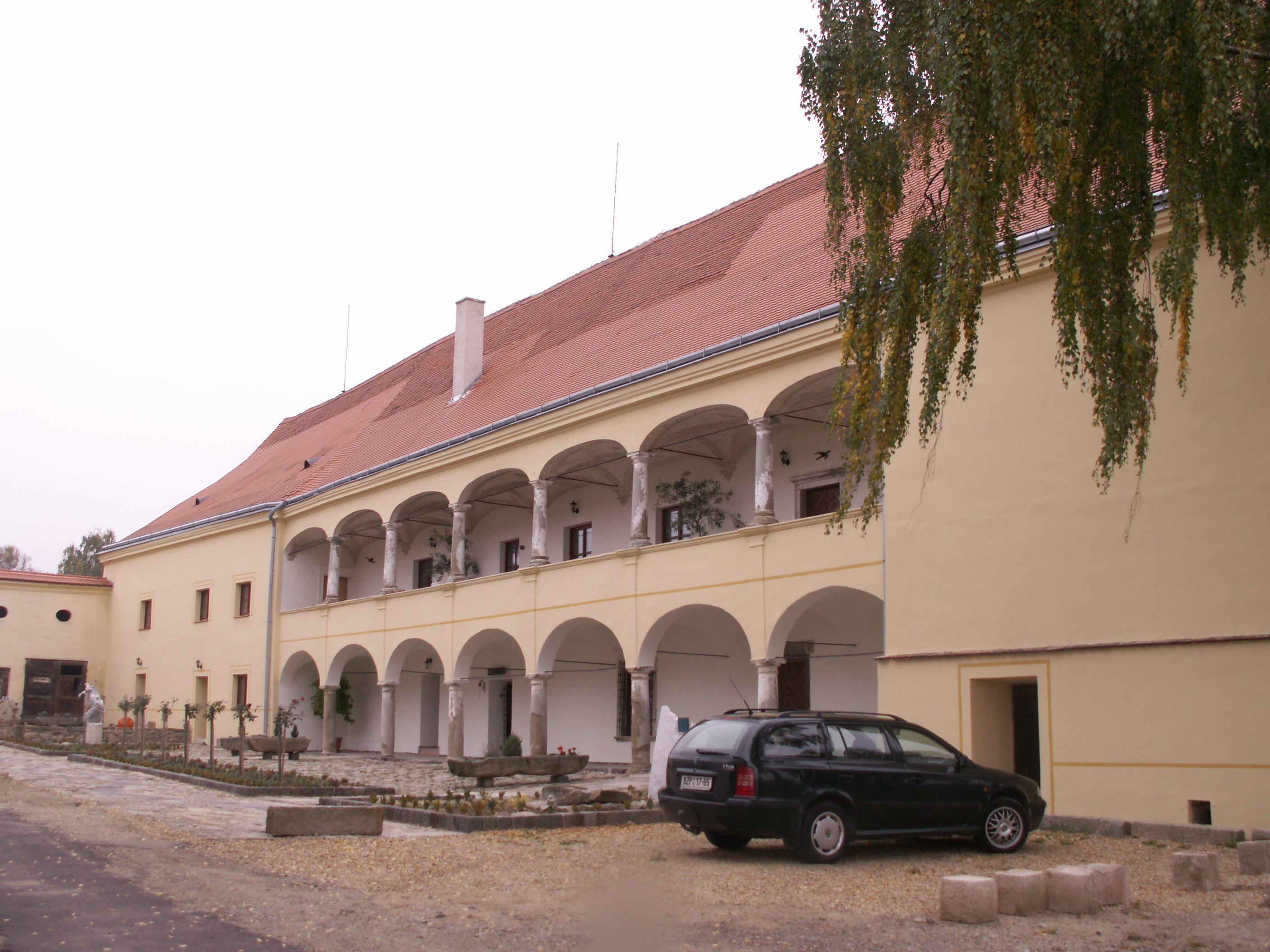
Schloss Slatina, Innenhof

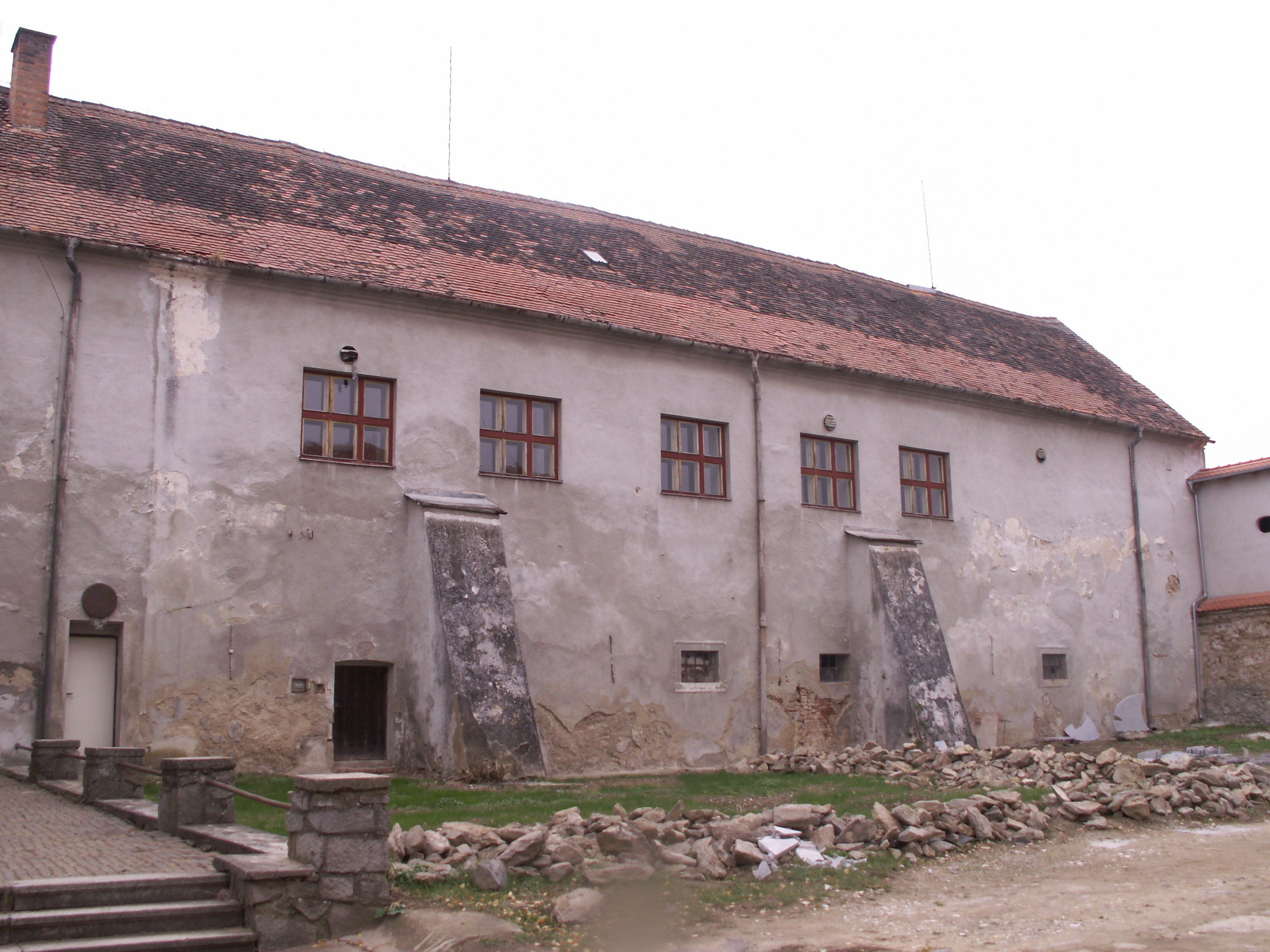
Schloss Slatina, Wirtschaftsgebäude

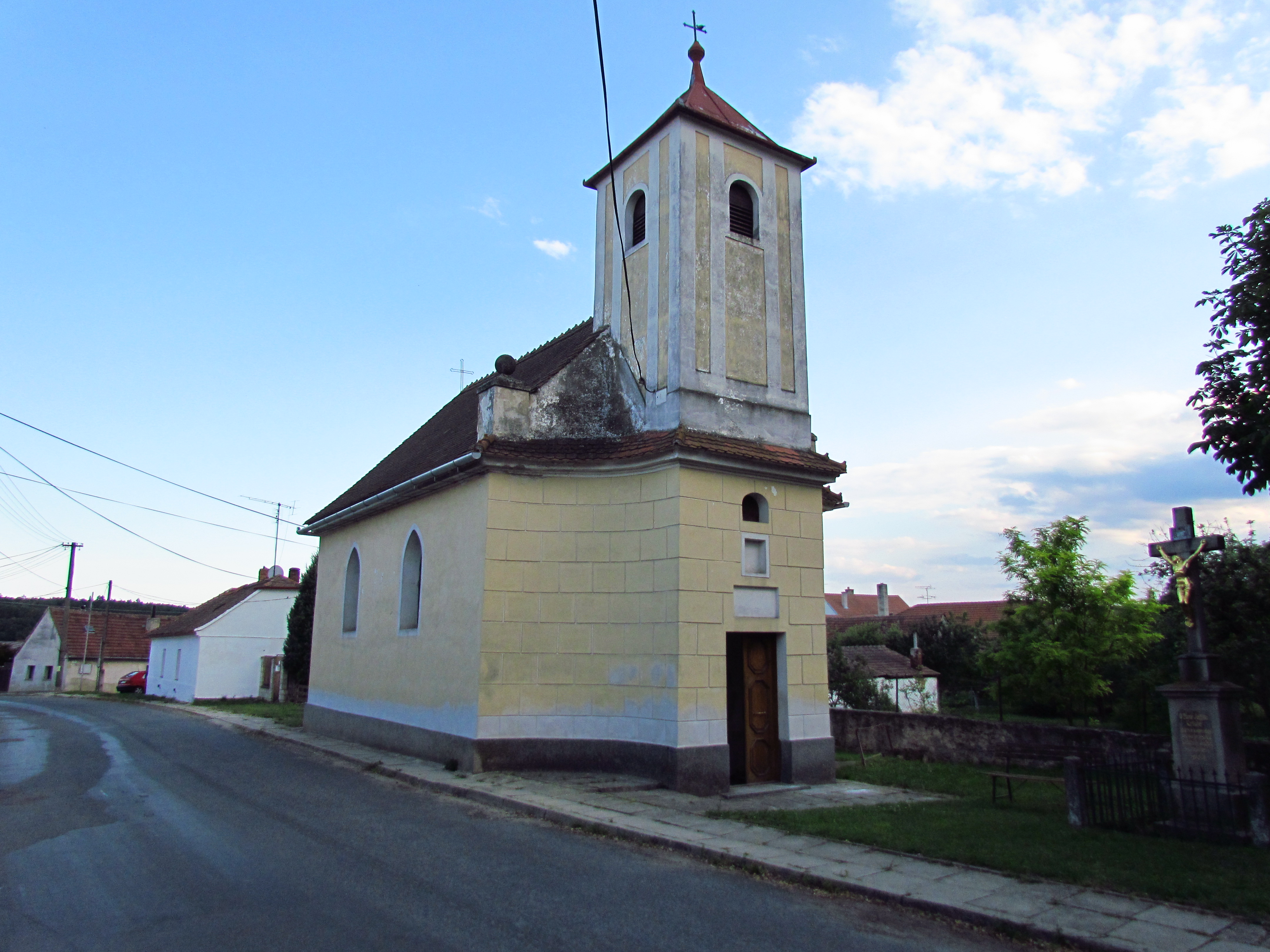
Kapelle der hl. Dreifaltigkeit

Slatina (deutsch Latein, früher auch Unter-Latein) ist eine Gemeinde in Tschechien. Sie liegt vier Kilometer nordöstlich von Jevišovice und gehört zum Okres Znojmo.

## Geographie
Slatina befindet sich rechtsseitig über dem Tal eines kleinen Zuflusses zum Slatinský potok in der Jevišovická pahorkatina (Jaispitzer Hügelland). Das Dorf liegt auf dem Gebiet des Naturparks Jevišovka. Östlich erhebt sich die Roudnice (428 m n.m.). Südwestlich von Slatina wird der Slatinský potok im Teich Želízkovice gestaut. Einen Kilometer nördlich des Dorfes verläuft die Staatsstraße II/400 zwischen Hostěradice und Rozkoš.
Nachbarorte sind Biskupice, Újezdský Mlýn und Litovany im Norden, Kratochvilka, Na Dvorku, Přešovice und Šemíkovice im Nordosten, Františkov, Újezd, Dobronice und Přeskače im Osten, Běhařovice und Ratišovice im Südosten, Černín im Süden, Němčický Dvůr, Jevišovice, Střelice, Jiřice u Moravských Budějovic und Prokopov im Südwesten, Hostim, Kyničky und Rozkoš im Westen sowie Peklo, Pulkovský Mlýn und Pulkov im Nordwesten.

## Geschichte
Archäologische Funde belegen eine frühzeitliche Besiedlung der Gegend. Jaroslav Palliardi und der Boskovštejner Schuldirektor František Vildomec entdeckten in der Nähe von Slatina jungsteinzeitliche Steinwerkzeuge. Außerdem wurden in der Umgebung des Ortes Scherben, Tonmodelle und Frauenfiguren aus der linearbandkeramischen Kultur, Badener Kultur, Jaispitzer Kultur bzw. der Glockenbecherkultur aufgefunden. Weitere Funde stammen aus der Bronze-, Eisen- und Latènezeit. Dazu gehören zwei Grubenhaussiedlungen, von denen die am Fuße der Bukovina der Horákov-Kultur zuzurechnen und die in der Flur v Luhu wahrscheinlich slawischen Ursprungs ist.
Slatina gehörte im 13. Jahrhundert zu den landesherrlichen Gütern und wurde von der örtlichen Vladikenfamilie verwaltet. Erstmals urkundlich nachweislich ist im Jahre 1279 Wolf(ram) von Slatina. König Wenzel II. überließ 1287 die Zehnteinnahmen des königlichen Hofes in Slatina der Michaeliskirche in Znojmo. Im Jahre 1318 besaß Smil von Slatina das Gut, 1349 gehörte es der Zdyňka von Slatina und deren Sohn Ratibor († 1351). Nachfolgender Besitzer war Vítek von Slatina, der 1353 mit Zustimmung seiner Frau Anna 14 Hufen von Slatina an Czesniek von Leipa verkaufte. Fünf Jahre später veräußerte diesem die inzwischen verwitwete Anna weiteren Grundbesitz. Bis 1360 vergrößerten die Vladiken von Slatina ihre Besitzungen erheblich. Anschließend erfolgte bis 1392 ein reger Transaktionverkehr von Gütern; dazu gehörte 1373 der Erwerb des Gutes Čmín. Der Machtkampf zwischen Wenzel IV. und Sigismund sowie der Bruderkrieg zwischen Jobst und Prokop von Mähren zerrütteten das Land. Der Burggraf von Znojmo, Hynek Dürrteufel von Kunstadt († 1407), auf Jevišovice der zusammen mit Johann Sokol von Lamberg auf Seiten Wenzels IV. gekämpft hatte, verwüstete die Gegend; zwischen 1392 und 1406 wurden in Mähren bis zur Beilegung des Zwistes keine Landtafeln geführt. 1417 wurde Phyle (Filip) von Slatina Besitzer des Gutes. Ein Jahr später wurde die Feste als wüst bezeichnet; Kunášek von Slatina legte sich zu dieser Zeit das Prädikat von Rochov zu. Während der Hussitenkriege wurde bis 1437 erneut die Führung der Landtafeln ausgesetzt.
1437 verkaufte Keruše, die Tochter des Kuník von Slatina, die das Gut in jener Zeit wahrscheinlich von Phyle geerbt hatte, den Meierhof Slatina mit den zugehörigen Untertanen, Feldern, Wiesen, dem Hain und dem Teich Rybniště an Johann Bítovský von Lichtenburg. Den anderen Teil des Dorfes besaßen die Herren von Kunstadt auf Jevišovice. Der große Teich südlich von Slatina wurde 1435 zum Streitobjekt zwischen den Besitzern des Gutes Slatina und den Herren von Kunstadt. Vor 1447 erwarben die Jankovsky von Wlaschim den größten Teil von Slatina. Der Teichstreit wurde 1464 beigelegt. 1503 erwarb Heinrich Jankovsky von Wlaschim weitere acht Untertanen in Slatina von Adam von Bačkovice auf Police. Ab 1517 gehörte Slatina Heinrichs Söhnen Peter, Nikolaus und Hynek. Sie erwarben von Johann von Leipa 1530 noch den übrigen Teil des Dorfes mit der Feste und dem Hof. Ab 1550 war Slatina der Sitz von Hyneks Söhnen Frydrich, Albrecht, Purkart, Václav, Burian und Zdeněk; ihnen folgte Frydrichs Sohn Hynek.
Sigmund Wolf Jankovsky von Wlaschim und seine Frau Eliška, geborene Rájecká von Mírov, ließen 1602 in Slatina ein Renaissanceschloss erbauen. Wegen seiner Beteiligung am mährischen Ständeaufstand von 1619 verlor der Landesburggraf des Markgraftums Mähren nach der Schlacht am Weißen Berg seine Güter und Ämter. Später erhielt seine Familie den konfiszierten Besitz zurück. Im Jahre 1633 vereinigte Friedrich von Wlaschim auf Bítov und Jemnice das Gut Slatina 1633 mit dem Gut Skalice. 1687 erbte Maximilian Ernst Freiherr Jankovsky von Vlasching (1665–1736), der später noch in den Grafenstand erhoben wurde, das Gut Slatina von seinem gleichnamigen Vater. Aus seiner Ehe mit Katharina Gräfin von Lamberg entsprossen die Töchter Marie Anna Leopoldina (1696–1734) und Maria Johanna (1701–1752). Mit seinem Tode erlosch das Geschlecht Jankovsky von Vlasching im Mannesstamme. Das Gut Slatina erbte seine Tochter Leopoldina, die mit dem Feldmarschall Heinrich Dietrich Martin Joseph Graf Daun verheiratet war. 1755 übernahm ihr Sohn Maximilian Franz Xaver das Gut; 1788 erbte es dessen Sohn Johann. Nachdem dieser 1795 verstorben war, fielen die Güter Bítov, Skalice, Horní Slatina und Slatina seinem minderjährigen Bruder Franz de Paula Josef († 1836) zu. 1837 erbte dessen Sohn Heinrich Graf von Daun den Besitz. Er ließ 1843 das Schloss zu einem Wirtschaftshof umgestalten. Die Grafen von Daun betrieben hier vor allem Schafzucht. In der Flur Roudnice bei Slatina wurde Eisenerz gefördert, das zunächst zum Eisenwerk Wölkingsthal bei Sitzgras, später zur Eisenhütte Segen Gottes geliefert wurde. Für die Bergleute entstand die Siedlung Franzdorf. Zu dieser Zeit war die Magnetitlagerstätte mit einem Eisengehalt zwischen 50 und 60 % äußerst ergiebig.
Im Jahre 1834 umfasste das mit den Gütern Skalitz, Ober-Kaunitz, Allingau, Röschitz, Chlupitz, Kordula und Biskupitz verbundene Allodialgut Latein eine Nutzfläche von 1216 Joch 1191 Quadratklafter. Das Dorf Unter-Latein bzw. Dolnj Zlatina bestand aus 45 Häusern mit 286 Einwohnern. Die Bewohner lebten von der Landwirtschaft. Im Ort gab es einen Meierhof. Unter-Latein war Sitz eines obrigkeitlichen Forstreviers. Pfarr- und Schulort war Biskupitz. Bis zur Mitte des 19. Jahrhunderts bildete Latein ein Allodialgut, Amtsort der vereinigten Güter war der Markt Ober-Kaunitz.
Nach der Aufhebung der Patrimonialherrschaften bildete Slatina / Latein ab 1849 eine Gemeinde im Gerichtsbezirk Kromau. Heinrich Graf von Daun überließ das Gut Slatina 1852 seinem Bruder Wladimir zur Nutzung. 1868 wurde die Gemeinde Teil des Bezirkes Kromau. 1888 nahm eine einklassige Dorfschule den Unterricht auf. Wladimir von Daun erbte das Gut 1890, nach seinem Tode fiel es 1896 seinem jüngsten Bruder Ottokar zu, der 1904 ohne Nachkommen verstarb. Auf der Grundlage eines Familienerbvertrages fielen die Güter den vier Kindern aus der Ehe von Bertha von Daun († 1856) und Karl Wilhelm von Haugwitz zu, die sich jedoch nicht über die Aufteilung des Erbes einigen konnten. Beim 1905 erfolgten Ausverkauf erwarb Robert Mayer aus Znaim das Gut. Zwischen 1901 und 1906 entstand die Ortsverbindungsstraße nach Kratochvilka, anschließend erfolgte bis 1912 ihre Weiterführung bis Střelice. Der 1922 begonnene Bau einer weiteren Straße nach Běhařovice blieb wegen Unfinanzierbarkeit unvollendet. 1923 erhielt Slatina die erste Busverbindung. Im Zuge der Bodenreform von 1924 wurde der Großgrundbesitz parzelliert, den verbliebenen Rest kaufte der Besitzer des Gutes Jevišovice, Wilhelm Ofenheim von Ponteuxin. Dessen Nachkommen veräußerten Jevišovice und Slatina 1939 an den schlesischen Kohlenbaron Eduard Larisch von Mönnich. Im Jahre 1930 wurde Slatina an das Elektrizitätsnetz angeschlossen. Nach dem Ende des Zweiten Weltkrieges wurde Larisch-Mönnich enteignet und seine Güter konfisziert. Im Zuge der Aufhebung des Okres Moravský Krumlov wurde Slatina 1949 dem Okres Moravské Budějovice zugeordnet. Nach dessen Auflösung kam Slatina 1960 zum Okres Znojmo. Zwischen 1958 und 1969 wurde in der Schule von Slatina zweiklassig unterrichtet, danach erfolgte wieder eine Reduzierung auf eine Schulklasse. Mit dem Schuljahr 1975/76  wurde die Schule in Slatina wegen zu geringer Schülerzahl geschlossen. Der wegen des weiten Weges zu den Eisenhütten eingestellte Bergbau wurde durch österreichische Investoren wieder aufgegriffen. In den Jahren 1957–58 durchgeführte Untersuchungen ergaben jedoch nur einen unrentablen Metallgehalt von 40 %.

## Gemeindegliederung
Für die Gemeinde Slatina sind keine Ortsteile ausgewiesen. Zu Slatina gehört die Einschicht Kratochvilka.

## Sehenswürdigkeiten
- Renaissanceschloss Slatina, errichtet 1602 für Sigmund Wolf Jankovsky von Wlaschim anstelle einer Feste. Im Jahre 1843 ließ Heinrich Graf von Daun den linken Teil des Schlosses zu einem Wirtschaftshof umbauen. Nach der Enteignung der Familie Larisch von Mönnich wurde das Schloss verstaatlicht und später der örtlichen JZD übertragen. In der zweiten Hälfte des 20. Jahrhunderts erfolgte der Umbau zur Küche und Kantine der JZD. Durch die politische Wende kam die vorgesehene Sanierung nicht mehr zur Ausführung. Seit 1997 gehört das Kulturdenkmal der Agrodružstvo Jevišovice. Erhalten sind im rechten Teil die Arkadengänge mit Kreuzgewölbe. Über dem Eingang befindet sich eine Wappentafel des Erbauers und seiner Frau. Im linken Teil des Schlosses befindet sich heute das Gemeindeamt, dort haben sich lediglich in zwei der Erdgeschossräume reich verzierte Kreuzgewölbe erhalten.
- Kapelle der hl. Dreifaltigkeit, sie wurde 1857 auf dem Dorfplatz anstelle eines Glockenturmes errichtet. Der erste Altar und die Orgel stammten aus der Schlosskapelle in Jevišovice. 1919 erhielt die Kapelle einen neuen Altar, später auch eine neue Orgel aus Kutná Hora. In den 1990er Jahren wurde die Kapelle saniert.
- Bildstock an der Straße nach Rozkoš, errichtet auf einem Massengrab von Choleraopfern während der Napoleonischen Kriege.
- Steinkreuz vor der Kapelle, errichtet 1902 anstelle eines Holzkreuzes zum Gedenken an die Flurbereinigung von 1898.
- Mehrere Wegekreuze
- Burgstall Slatina, in einem privaten Garten am südwestlichen Ortsrand. Der von einem Graben umgebene und heute mit einer großen Scheune bebaute Hügel war wahrscheinlich der Sitz der Vladiken von Slatina. Da die seit 1418 wüste Anlage lange Zeit unentdeckt blieb, wurde angenommen, dass die mittelalterliche Feste an der Stelle des Schlosses gestanden war.